# Toeran (stad)
Toeran (Russisch: Туран) is een stad in de Russische autonome deelrepubliek Toeva. De stad werd in 1885 door Russische kolonisten gesticht, en verkreeg stadsrechten in 1945. De stad ligt 70 kilometer ten noordwesten van Kyzyl.
De naam Toeran komt van het Turkse woord voor "zoutig land".

## Geografie
De stad ligt in de Toeran-Oejoek-slenk aan de zuidflank van de westelijke Sajan, ongeveer 70 km noordwest van de republiekhoofdstad Kyzyl, aan de rivier Toeran, een zijrivier van de Oejoek, die weer in de Jenisej uitmondt. In de directe omgeving ligt de vanwege Scythische koergans (grafheuvels) historisch van belang zijnde hoogvlakte van Arzjan. Er heerst een landklimaat tot steppeklimaat. Het temperatuurverschil tussen zomer en winter is groot. De winters zijn droog met strenge vorst.
De stad is bestuurscentrum van het rajon Kosjuun Pii-Chemski.
Toeran ligt aan de autoweg M54 van Krasnojarsk via Abakan en Kyzyl naar Ersin aan de Mongoolse grens en heeft ook een klein vliegveld.

## Geschiedenis
Toeran ontstond in 1885 als een van de eerste vestigingen van Russische verhuizers naar dit indertijd nog niet tot het Russische keizerrijk behorende gebied. De naam is van een Turkstalig woord voor kwelder afgeleid, die in de omgeving voorkomen. In 1948 na de aansluiting van Toeva bij de Sovjet-Unie, kreeg Toeran stadsrechten.

### Bevolkingsontwikkeling
| jaar | aantal inwoners |
| ---- | --------------- |
| 1959 | 5646            |
| 1970 | 4539            |
| 1979 | 5139            |
| 1989 | 5976            |
| 2002 | 5598            |
| 2010 | 4981            |
| 2017 | 4922            |

## Cultuur en bezienswaardigheden
Sinds 1981 heeft Toeran een klein streekmuseum, dat vooral gericht is op de Russische ontwikkeling en bewoning van het gebied.
Het complex grafheuvels bij het dorp Arzjan, dat dateert uit de 7e eeuw v.Chr. is vermeldenswaard: het zogenoemde Toevaanse dal der koningen.
Sinds 1914 stond in Toeran een Russisch-Orthodoxe kerk van de heilige Innokenti van Irkoetsk. Deze werd in de Sovjettijd vernield en in de jaren 1990 herbouwd.

## Economie
Het plaatselijke bedrijfsleven bestaat uit kleine ondernemingen die zich bezighouden met de verwerking van agrarische producten en houtverwerking. In de omgeving treft men graanverbouw en schapenteelt aan.

## Afbeeldingen

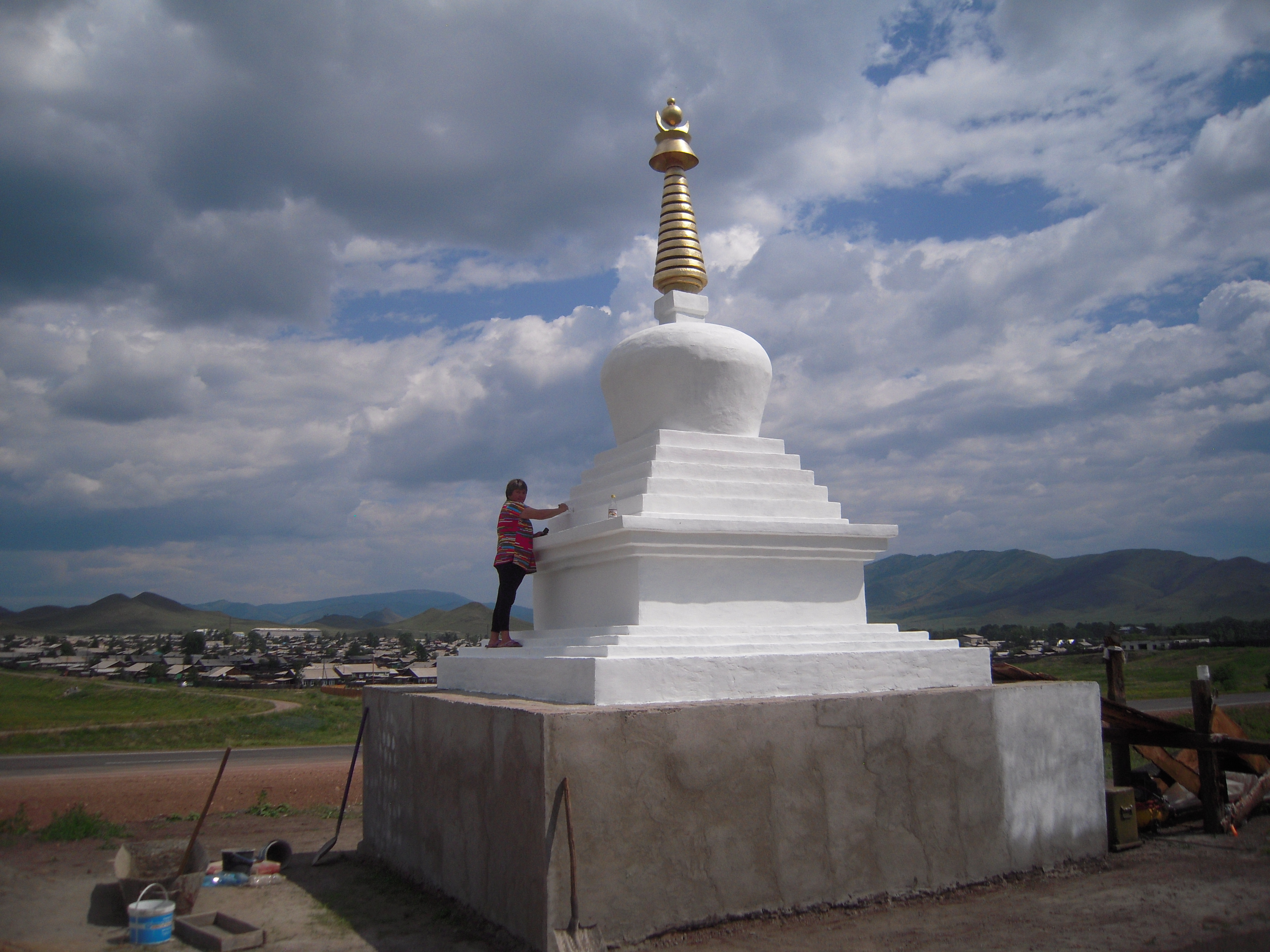
Stoepa (bevat relikwieën van boeddhistische heilige)
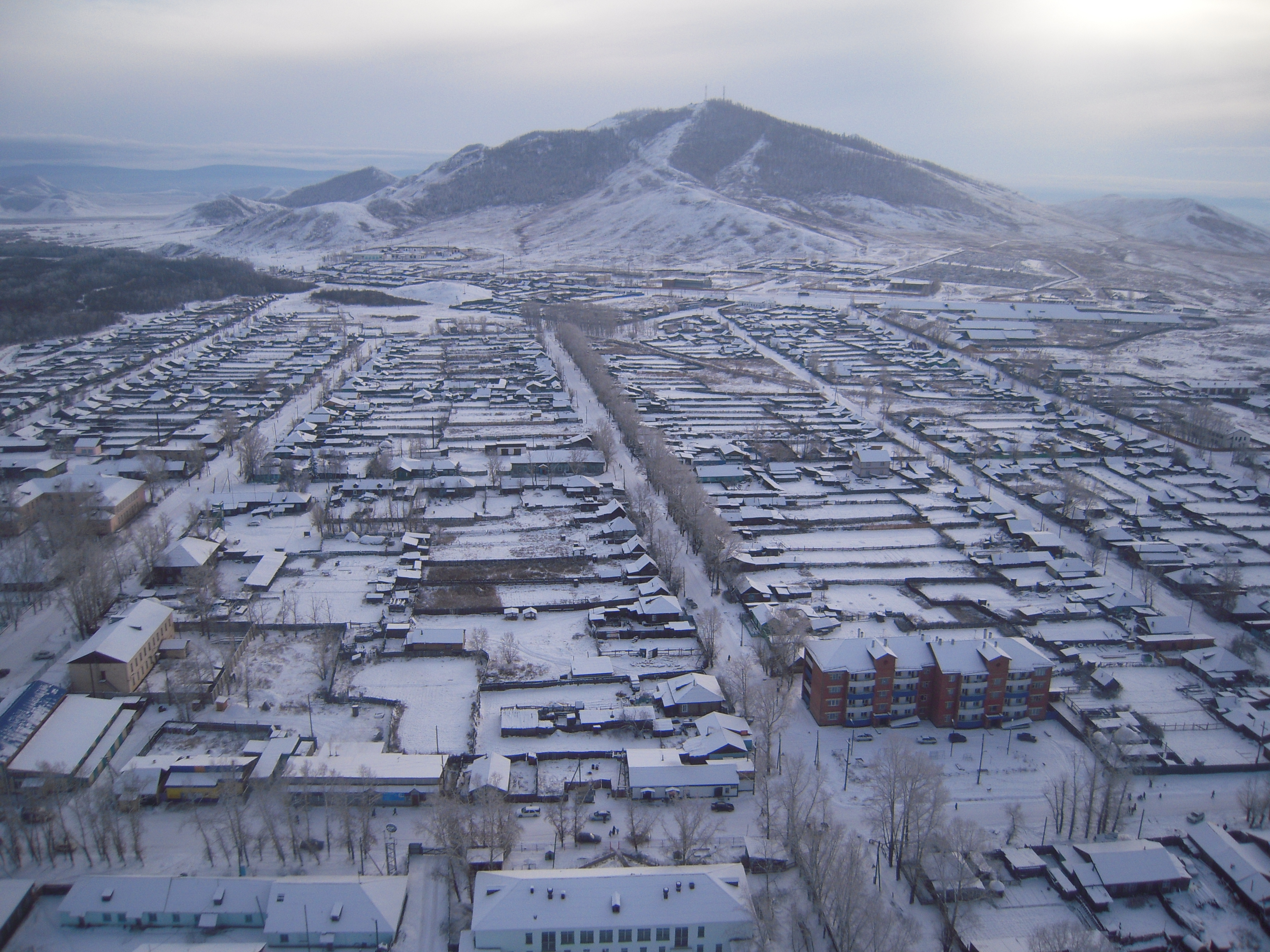
Toeran in de winter
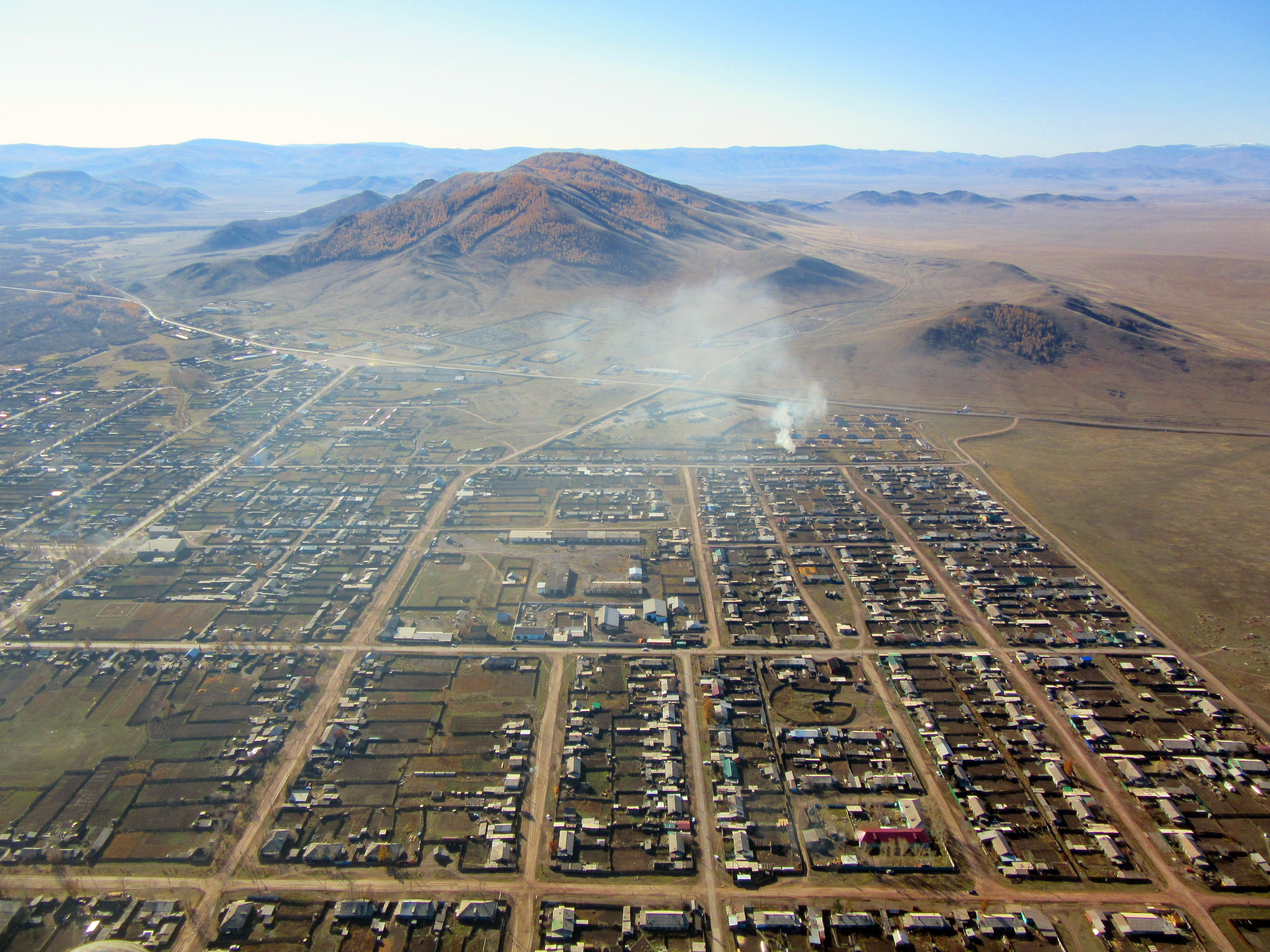
Vogelperspectief, oktober 2015